# YOSAKOIソーランジュニア東日本大会
YOSAKOIソーランジュニア東日本大会（よさこいソーランジュニアひがしにほんたいかい）は、毎年7月下旬に福島県天栄村の羽鳥湖高原レジーナの森で行われる東日本最大のYOSAKOIのジュニア大会。2001年開始。2009年終了。

## 概要
元々は、北海道札幌市で行われているYOSAKOIソーラン祭りが始まり。YOSAKOIソーラン祭り創設者の長谷川岳が「若い世代にもよさこいを通じて感動の共有、世代を超えた交流」を感じてほしいという思いで始まった。大会は2日間で行われ、1日目はキャンプ形式の交流会、2日目が本祭となっている。
運営は主に天栄村の社会人が構成する実行委員会と東日本各地の大学生で構成する学生実行委員会があり、老若男女問わず世代を超えた交流が行われている。

## ルール
- 踊りの曲の中にソーラン節の一節を取り入れること。
- 必ず手に鳴子を持って踊ること。

これらはYOSAKOIソーラン祭りをモチーフにしている。

## 歴代大賞チーム
- 第1回（2002年）いしかわぐんよさこい踊り隊ジュニア
- 第2回（2003年）郷人こめら
- 第3回（2004年）郷人こめら
- 第4回（2005年）Spark the ☆ Dancers Kuga
- 第5回（2006年）郷人こめら
- 第6回（2007年）郷人こめら
- 第7回（2008年）Wonderなみえジュニア
- FINAL（2009年）津軽もつけんど蒼天飛龍ジュニア
- 第9回（2010年）郷人こめら
- 第10回（2011年）東日本大震災の影響により審査無し
- 第11回  (2012年)  郷人こめら
- 第12回  (2013年)  郷人こめら
- 第13回  (2014年)  郷人こめら
- 第14回  (2015年)  郷人こめら